# Деснянка (газета)
Чернігівська обласна газета «Деснянка» — газета суспільно-політичної тематики, що виходить у Чернігівській області один раз на тиждень (у четвер). Містить новини, аналітичну інформацію, інтерв'ю, популярні публікації та коментарі з різних точок зору.
Працівники редакції — члени Національної спілки журналістів України.
Видання співпрацює з Українським журналістським фондом, Українським кризовим медіа-центром, Естонським центром східного партнерства, Центром НАТО в Україні, Укртелерадіопресінститутом.

## Відзнаки
- 2017 рік — Національний олімпійський комітет України у XVII Всеукраїнському конкурсі серед спортивних журналістів «Україна олімпійська» нагородив в номінації «Найкращі спортивні журналісти» спеціального кореспондента «Деснянки» Сергія Гайдука.[1]

- 2018 рік — присвоєння статусу «Вибір споживача 2018».

- 2019 рік — присвоєння статусу «Вибір споживача 2019».

- 2019 рік — матеріал журналістки «Деснянки» Лариси Галети «Український шанс на безпеку» переміг у конкурсі «Україна-НАТО».[2]

- 2019 рік — матеріал журналістки «Деснянки» Лариси Галети «Як школи однієї громади відмовилися від батьківської допомоги» отримав І премію в Чернігівському обласному конкурсі журналістських робіт із тематики реформування місцевого самоврядування та територіальної організації влади.[3]

- 2019 рік — І місце у Всеукраїнському творчому конкурсі журналістських матеріалів за рубриками: «Дій активно! Живи позитивно!» та «Поспішай творити добро» під час ІІ медіа-фестивалю «Буковель Натхнення», організованого Українським журналістським фондом, Благодійним фондом Олександра Шевченка та Національною спілкою журналістів України.[4]

- 2021 рік — переможець всеукраїнського творчого конкурсу Національної спілки журналістів України, присвяченого 30-річчю Незалежності України в номінації «Краща регіональна, обласна газета».[5]